# Петренко Василь Васильович
Васи́ль Васи́льович Петре́нко (6 жовтня 1975, Коростень, Житомирська область, Українська РСР — 22 січня 2015, Донецьк, Україна) — підполковник (посмертно) Збройних Сил України, учасник війни на сході України.

## Життєвий шлях
Народився 6 жовтня 1975 року в місті Коростень Житомирської області. У 1993 році закінчив місцеву загальноосвітню школу № 3.
Проходив військову службу на посаді старшого помічника начальника особового складу та стройового штабу 160-ї зенітної ракетної бригади.
У 2014 році був призначений до складу зведеного загону ПС ЗС України «Дика качка») та відбув до району проведення АТО. Позивний «Моцарт». Один із «кіборгів».
Загинув від кулі ворожого снайпера на опорному пункті під час оборони Донецького аеропорту.
Залишились дружина та дві доньки.
Похований у Коростені на Житомирщині.

## Нагороди та вшанування
- Указом Президента України № 270/2015 від 15 травня 2015 року, «за особисту мужність і високий професіоналізм, виявлені у захисті державного суверенітету та територіальної цілісності України, вірність військовій присязі», нагороджений орденом Богдана Хмельницького III ступеня (посмертно)[1].
- Нагороджений нагрудним знаком «За оборону Донецького аеропорту» (посмертно).
- 2 березня 2015 року в Коростені на фасаді будівлі загальноосвітньої школи № 3 (вулиця Древлянська, 20), де навчався Василь Петренко, йому відкрито меморіальну дошку.
- У січні 2016 року на території 160-ї зенітної ракетної бригади відкрито меморіальну дошку на честь Василя Петренка[2].
- Вшановується в меморіальному комплексі «Зала пам'яті», в щоденному ранковому церемоніалі 22 січня[3][4].